# Дофетилід
Дофетилід (англ. Dofetilide, лат. Dofetilidum) — синтетичний антиаритмічний препарат, що належить до підкласу ІІІ антиаритмічних препаратів, та по своєму хімічному складу є аналогом N-ацетилпрокаїнаміду, який є похідним амідних анестетиків. Дофетилід застосовувється суто перорально. Дофетилід розроблений у лабораторії фірми «Pfizer», та схвалений FDA і допущений до використання у США у 1999 році. Проте використання препарату натепер обмежене у зв'язку із високою можливістю побічної дії з боку серцево-судинної системи. Дофетилід не допущений до використання у Європейському Союзі та Австралії.

## Фармакологічні властивості
Дофетилід — синтетичний антиаритмічний препарат ІІІ класу. Механізм дії препарату полягає у інгібуванні швидких калієвих каналів. Це призводить до подовження потенціалу дії та рефрактерного періоду як у передсердях, так і у шлуночках. На відміну від інших антиаритмічних препаратів ІІІ класу, дофетилід не має іншої антиаритмічної дії. При застосуванні дофетиліду спостерігається подовження тривалості інтервалу QT, що часто призводить до виникнення аритмій типу «пірует». Виникнення такого побічного ефекту є дозозалежним. У зв'язку із частим виникненням такого побічного ефекту дофетилід застосовується із значними обмеженнями, і лише за суворими показами — відновлення синусового ритму та для його підтримки у хворих, які мали фібриляцію передсердь або миготливу аритмію, переважно у таких хворих, які погано переносять симптоми аритмії. Застосування його дозволено суто під час стаціонарного лікування лікарями, які пройшли спеціальні курси удосконалення від виробника препарату — фірми «Pfizer». До початку застосування дофетиліду необхідно визначення довжини інтервалу QT на ЕКГ та креатиніну, і після призначення препарату триває спостереження за хворим у стаціонарі не менше, ніж 3 доби, а також не менш ніж 12 годин після відновлення синусового ритму, із корекцією дози препарату або його відміною при виникненні вищеперерахованих ускладнень. При клінічних дослідженнях дофетиліду в Данії (дослідження «DIAMOND») встановлено, що дофетилід не впливає на рівень смертності при важкій серцевій недостатності та після перенесеного інфаркту міокарду.

### Фармакокінетика
Дофетилід добре та повністю всмоктується у шлунково-кишковому тракті, біоступність при пероральному прийомі становить 90 %. Максимальна концентрація препарату в крові досягається протягом 2 годин. Дофетилід частково (на 30 %) метаболізується у печінці. Виводиться препарат із організму із сечею. Період напіввиведення дофетиліду складає у середньому 10 годин (коливається від 7 до 13 годин), цей час може збільшуватися при нирковій недостатності.

## Показання до застосування
Дофетилід застосовується для відновлення синусового ритму у хворих із приступами фібриляції передсердь та миготливої аритмії. а також для утримання синусового ритму при успішному відновленні синусового ритму (у тому числі у хворих із серцевою недостатністю та ішемічною хворобою серця). Інформація про використання дофетиліду при шлуночкових аритміях обмежена, і його застосування при даних порушеннях ритму не схвалено як виробниками препарату, так і FDA.

## Побічна дія
При застосуванні дофетиліду найчастішим побічним ефектом є подовження інтервалу QT, наслідком чого є виникнення аритмій типу «пірует», які спостерігаються у 1—3 % випадків застосування препарату. Побічні ефекти з боку інших органів та систем, зокрема головний біль, порушення сну, грипоподібні симптоми та шлунково-кишкові розлади, спостерігаються рідко.

## Протипокази
Дофетилід протипоказаний при подовженні інтервалу QT, та при сумісному застосуванні з циметидином, гідрохлоротіазидом, кетоконазолом, ітраконазолом, мегестролом, прохлорперазином, триметопримом, верапамілом, а також з іншими препаратами, які подовжують інтервал QT — еритроміцином, цизапридом, бепридилом, похідними фенотіазину, трициклічними антидепресантами та іншими антиаритмічними препаратами І та ІІІ класів. Дофетилід не рекомендований для застосування разом із тріамтереном, метформіном та амілоридом, які можуть уповільнювати виведення дофетиліду з організму.

## Форми випуску
Дофетилід випускається у вигляді таблеток по 0,125; 0,25 та 0,5 г.